# 莫塞萊定律

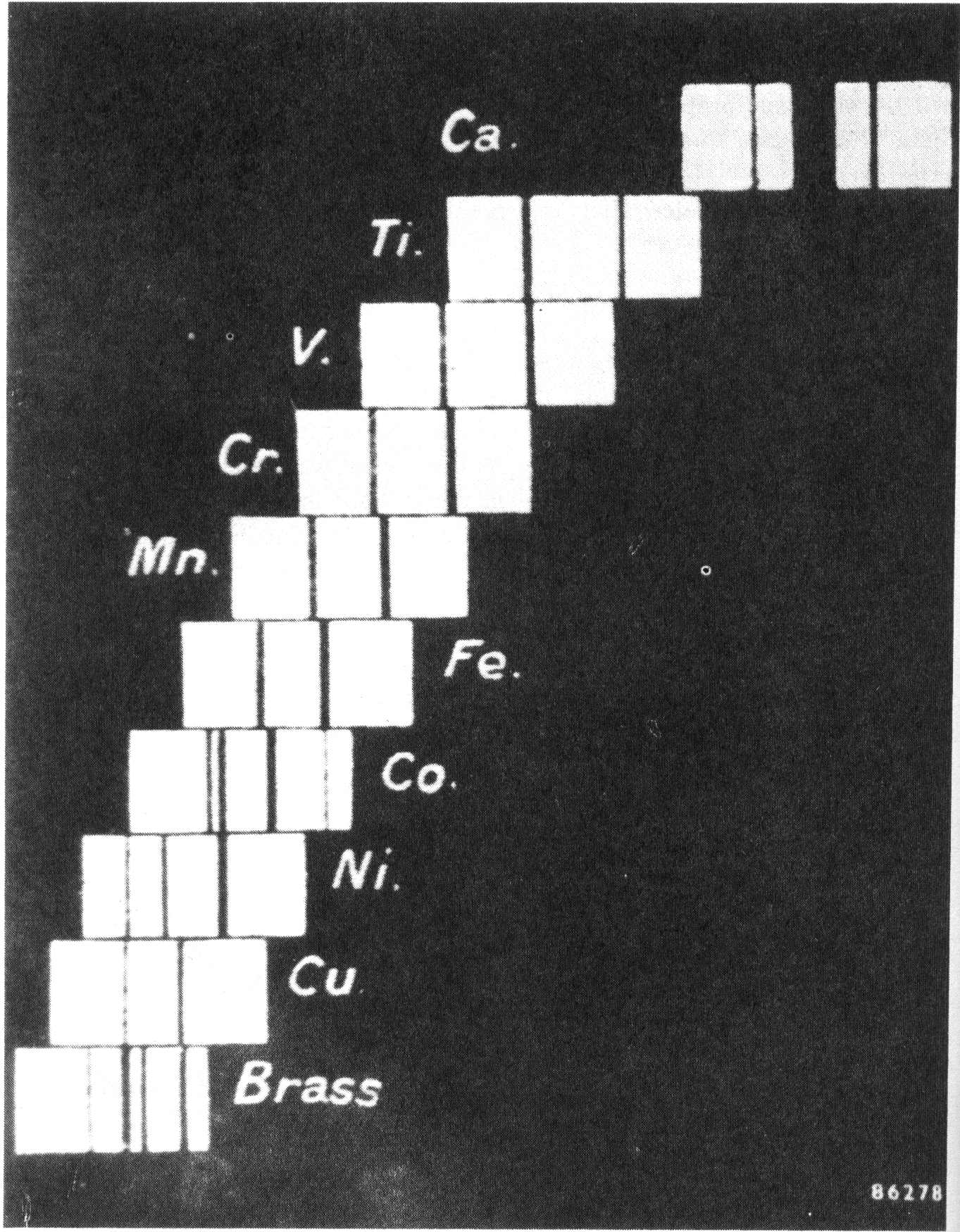
一些元素的 K-α 和 K-β X-射線發射譜線的相片紀錄。每一個發射譜線強度最大的兩條線分別是 K-α 和 K-β 線。

莫塞莱定律（Moseley's law）是一個描述從原子發射出來的 X-射線性質的經驗定律。这一定律的结论是原子的电子层受激发（例如用高能贝塔射线轰击该元素做的靶板）产生的X射线的频率的平方根与元素的原子序数成线性比。这实际上是玻尔公式的一个实验结果。
在量子力學的發展歷史裏，亨利·莫塞莱建立的莫塞莱定律佔有很重要的角色。這定律證實了波耳模型的原子核在數量方面的概念：給予每一種元素其原子序數，與原子核的單位電荷數目成正比（後來的實驗發現原子序數就是原子核的質子數量）。在這定律之前，原子序數只是一個元素在週期表內的位置，並沒有直接地牽扯到任何可測量的物理量。

## 歷史
應用 1910 年代的 X-射線繞射科技，亨利·莫塞莱發現一個元素的 X-射線譜內，強度最高的短波長譜線，與元素的原子序數 {\displaystyle Z\,\!} 有關。他辨明這條譜線為 Kα 譜線，並且發現這關係可以用一個簡單的公式表達，後來稱為莫塞莱定律 ：
{\displaystyle \nu =k_{1}\cdot (Z-k_{2})^{2}\,\!} ；
其中，{\displaystyle \nu \,\!} 是頻率，主譜線或 K 殼層 X-射線發射譜線的頻率，{\displaystyle k_{1}\,\!} 和 {\displaystyle k_{2}\,\!} 是依不同種類的譜線而設定的常數。
例如，每一條 Kα 譜線（西格巴恩標記）都有相同的 {\displaystyle k_{1}\,\!} 和 {\displaystyle k_{2}\,\!} 值。所以，公式可以重寫為
{\displaystyle \nu =(2.47*10^{15})\cdot (Z-1)^{2}\ \mathrm {Hz} \,\!} 。
莫塞莱本人選擇不用 {\displaystyle k_{1}\,\!} ，而採用標準芮得柏格式來表達。根據芮得柏公式，Kα 譜線的 {\displaystyle k_{1}\,\!} 是 {\displaystyle 1-1/4=3/4\,\!} 乘以芮得柏頻率（{\displaystyle 3.29*10^{15}\,\!} ）。Lα 譜線的 {\displaystyle k_{1}\,\!} 是 {\displaystyle 1/4-1/9=5/36\,\!} 乘以芮得柏頻率。
莫塞莱的 {\displaystyle k_{2}\,\!} 值是一個一般性實驗常數，專門用來配合 Kα 躍遷譜線或 Lα 躍遷譜線（後面系列譜線的強度比較弱，頻率比較低，修正 {\displaystyle Z\,\!} 的 {\displaystyle k_{2}\,\!} 值比較大）。莫塞莱計算出 Lα 躍遷的整個項目是 {\displaystyle (Z-7.4)^{2}\,\!} ，與實驗數據的配合相當接近。Kα 譜線的配合更接近，其 {\displaystyle k_{2}\,\!} 值是 {\displaystyle 1\,\!} 。
這樣，採用原本芮得柏格式標記，莫塞莱的 Kα 譜線和 Lα 譜線的公式可以表達為：
{\displaystyle \nu (K_{\alpha })=(3.29*10^{15})\cdot 3/4\cdot (Z-1)^{2}\ \mathrm {Hz} \,\!} ，
{\displaystyle \nu (L_{\alpha })=(3.29*10^{15})\cdot 5/36\cdot (Z-7.4)^{2}\ \mathrm {Hz} \,\!} 。
本來，莫塞莱很可能會因為莫塞萊定律的重大貢獻而得到諾貝爾物理獎。1914 年，第一次世界大戰爆發，莫塞莱自願入伍從軍。很不幸地，1915 年，戰死於加里波利之戰，年僅 27 歲。

## 導引與論證

原子的 K 、L 、M 電子層，和它們最多能夠容納的電子數目。

1913 年，從點繪 X-射線頻率的平方根 對 原子序數的曲線，莫塞莱找到了他的經驗公式。同年，尼爾斯·波耳也發表了波耳模型。很快地，於 1914 年，莫塞莱發覺，假若能再加入一些關於原子結構的合理的額外假設，就可以用波耳模型來解釋他的公式。可是，在莫塞莱找到他的公式那時，他和波耳都無法給出假設的形式。
用波耳模型解釋，十九世紀經驗導引出來的芮得柏公式，描述了氫原子的電子從一個能級移至另一個能級的躍遷行為。在這同時，一個光子被發射出來。從這幾個能級的數值，可以求出來氫原子發射的光子的頻率。
根據波耳模型，假設最初能級大於最終能級，氫原子發射的光子的頻率乘以普朗克常數，等於最初能級減去最終能級的差值。採用普朗克單位制，經過一番運算，可以得到芮得柏公式的波耳形式，稱為波耳公式：
{\displaystyle E=h\nu =E_{i}-E_{f}={\frac {m_{e}q_{e}^{2}q_{Z}^{2}}{8h^{2}\epsilon _{0}^{2}}}\left({\frac {1}{n_{f}^{2}}}-{\frac {1}{n_{i}^{2}}}\right)\,\!} ;
其中，{\displaystyle h\,\!} 是普朗克常數，{\displaystyle m_{e}\,\!} 是電子的質量，{\displaystyle q_{e}\,\!} 是電子的電荷量（ {\displaystyle -1.602\times 10^{-19}\,\!} 庫侖），{\displaystyle q_{Z}=Zq_{e}\,\!} 是原子核的電荷量，{\displaystyle \epsilon _{0}\,\!} 是真空電容率，{\displaystyle n_{f}\,\!} 是最終能級量子數，{\displaystyle n_{i}\,\!} 是最初能級量子數。
1914 年，莫塞莱發覺，給予兩個假設，他可以從波耳公式裏改寫出他的公式。第一個假設是，每一個原子光譜的最明亮的譜線 （ K-α 譜線），是由電子從 L 殼層躍遷至 K 殼層的同時發射出的譜線。 L 殼層和 K 殼層的能量量子數分別為 2 和 1 。第二個假設是，在波耳公式裏的 {\displaystyle Z\,\!} 必須減去 1 ，才能正確地計算出 K-α 譜線（許多年以後，物理學家了解這修正乃由屏蔽效應 (screening effect) 所造成的。首先，原子 K 殼層內兩個電子中間的一個電子被散射出原子。這造成了 K 殼層內有一個空位．立刻，在其它殼層，能級較高的電子會躍遷入這空位，因而發射出能量等於能級差值的射線。這能級差值與屏蔽效應有關。整個原子核的單位電荷數目 {\displaystyle Z\,\!} 被 K 殼層剩餘的電子所屏蔽。由於在這過程中， K 殼層只有一個 {\displaystyle 1s\,\!} 電子，原子核的有效單位電荷數目是 {\displaystyle Z-1\,\!} ）。這樣，莫塞莱的 K-α 譜線的波耳公式成為
{\displaystyle E=h\nu =E_{i}-E_{f}={\frac {m_{e}q_{e}^{4}(Z-1)^{2}}{8h^{2}\epsilon _{0}^{2}}}\left({\frac {1}{1^{2}}}-{\frac {1}{2^{2}}}\right)\,\!} 。
所以，頻率是
{\displaystyle \nu ={\frac {m_{e}q_{e}^{4}}{8h^{3}\epsilon _{0}^{2}}}\left({\frac {3}{4}}\right)(Z-1)^{2}=(2.47*10^{15}\ \mathrm {Hz} )(Z-1)^{2}\,\!} 。
這答案的 {\displaystyle 2.48*10^{15}\,\!} Hz 與莫塞莱的實驗得到的結果 {\displaystyle 2.47*10^{15}\,\!} Hz 相吻合。這個基本頻率與氫原子來曼-α 譜線的頻率相同。因為，氫原子的 {\displaystyle 1s\,\!} 至 {\displaystyle 2p\,\!} 躍遷是來曼-α 譜線和 K-α 譜線的物理機制。莫塞莱很清楚地知道，他的基本頻率是萊曼-α 譜線頻率。他也很有把握地斷定，原子核最內層的 K 殼層只能容納兩個電子。
但是，對於較重元素（鋁以上）的 K-α 譜線，原子序數 {\displaystyle Z\,\!} 減去 1 的必要，完全是由莫塞莱從實驗中得到的。在論文中，他並沒有討論到任何理論方面的問題，因為在 1913 年，電子層和其原子軌域的觀念，還沒有穩固地建立起來。特別地，一直到 1926 年以前，薛丁格方程式和其計算出來的軌域，包括 {\displaystyle 1s\,\!} 軌域和其兩個電子，都還沒有被正式提出及完全了解。在 1913 年，莫塞莱和波耳都被這 {\displaystyle Z-1\,\!} 項目的物理詮釋深深地困惑著。
至於莫塞莱的 L-α 躍遷，現代的觀點給予每一個電子層一個主量子數 {\displaystyle n\,\!} 。假若電子層的主量子數是 {\displaystyle n\,\!} ，則這電子層可以包含 {\displaystyle 2n^{2}\,\!} 個電子。這樣， {\displaystyle n=1\,\!} 殼層有兩個電子；而 {\displaystyle n=2\,\!} 殼層則有八個電子。L-α 躍遷是從 M 殼層躍遷至 L 殼層。而 K 殼層和 L 殼層總共可容納十個電子。莫塞莱的 {\displaystyle k_{2}\,\!} 的實驗值是 7.4 ，應該是電子的屏蔽效應所造成的。

## 歷史重要性
莫塞莱公式不只建立了原子序是一個可測量的實驗數值，而且還給予了原子序一個物理意義，那就是，原子序是原子核的單位電荷數目（後來的科學家發覺是質子數目）。因為莫塞莱對於 X-射線的研究成果，在週期表，可以依照原子序來排列各個元素，而不是依照原子量。這個新的排列方法使得鎳元素（ {\displaystyle Z=28,58.7amu\,\!} ）與鈷元素（ {\displaystyle Z=27,58.9amu\,\!} ）的排列位置相互對易。
這研究成果也使得科學家能夠計算出譜線的數值方面的預測，核對半量子的波耳模型。根據波耳模型，從一個能級躍遷到另一個能級的能量差值，可以用來計算，在週期表內，從鋁元素到金元素的 X-射線譜線，而且這些計算結果確實地跟原子序有關。這事實使得拉塞福／波耳派的原子論得到廣泛的接受。後來發展成功的量子理論基本上也得回了波耳公式的譜線能量。莫塞萊定律被併入整個量子力學的原子觀。在一個 K 殼層電子被彈出後，單獨剩餘在 K 殼層的另一個 {\displaystyle 1s\,\!} 電子所扮演的角色，可以用薛丁格方程式給予完整地合理解釋。

## 參閱
- 波耳模型
- 拉塞福散射
- 法蘭克-赫茲實驗